# Cis-ジヒドロエチルカテコールデヒドロゲナーゼ
cis-ジヒドロエチルカテコールデヒドロゲナーゼ（cis-dihydroethylcatechol dehydrogenase）は、エチルベンゼン分解酵素の一つで、次の化学反応を触媒する酸化還元酵素である。
cis-1,2-ジヒドロ-3-エチルカテコール + NAD+ {\displaystyle \rightleftharpoons } 3-エチルカテコール + NADH + H+
反応式の通り、この酵素の基質はcis-1,2-ジヒドロ-3-エチルカテコールとNAD+、生成物は3-エチルカテコールとNADHとH+である。
組織名はcis-1,2-dihydro-3-ethylcatechol:NAD+ oxidoreductaseである。